# 坎帕萨斯
坎帕萨斯，是西班牙卡斯蒂利亚-莱昂莱昂省的一个市镇。 总面积21平方公里，2001年普查人口總數為162人，人口密度為每平方公里8人。